# Leptolaimus cupulatus
Leptolaimus cupulatus är en rundmaskart. Leptolaimus cupulatus ingår i släktet Leptolaimus, och familjen Leptolaimidae. Arten är reproducerande i Sverige.